# Franz Eugen Koehler

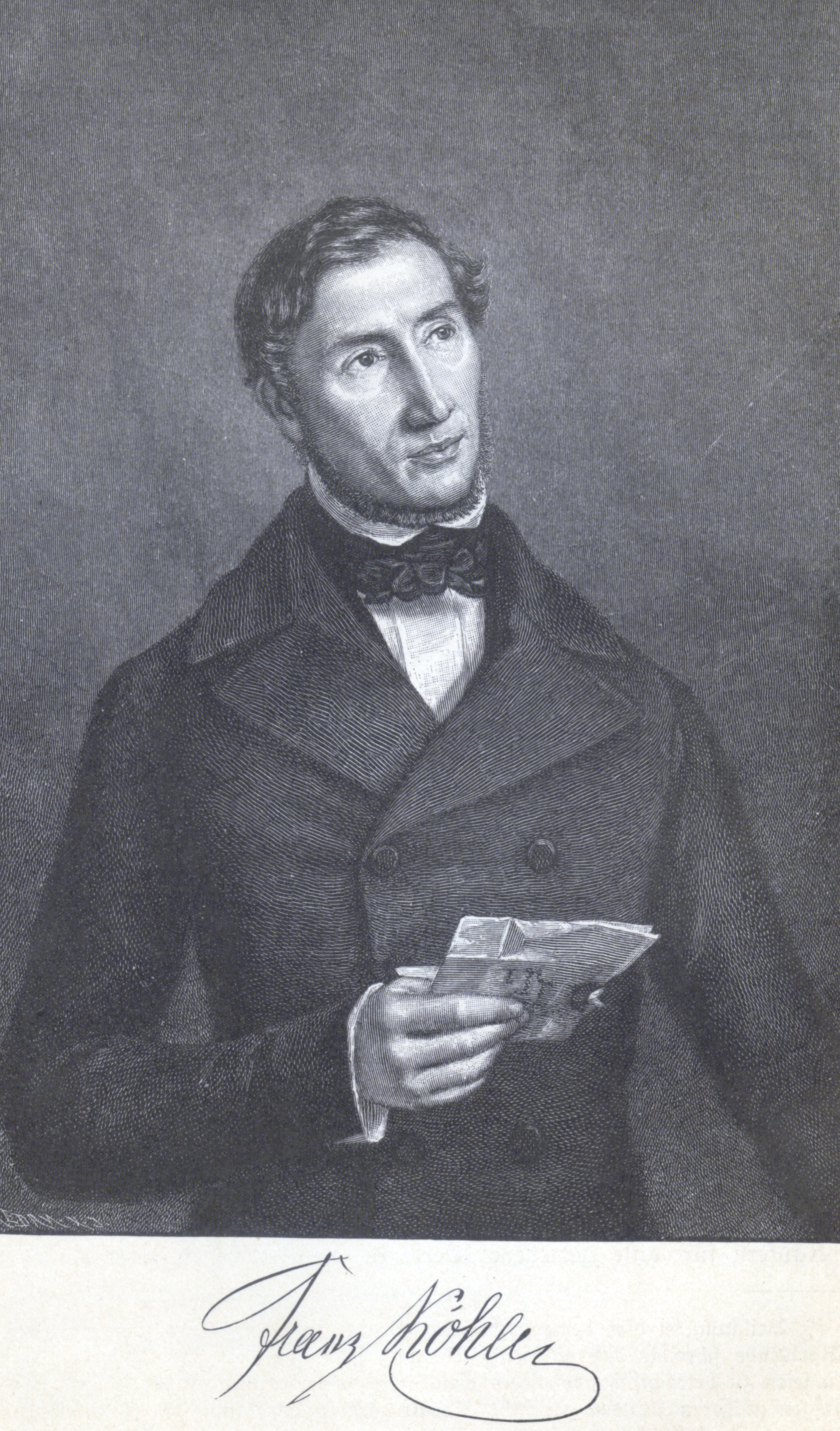
Franz Koehler, Gemälde von Heinrich Vogel aus dem Jahr 1849

Franz Eugen Koehler (* 23. März 1805 in Leipzig; † 2. Dezember 1872 ebenda) war ein deutscher Verleger.

## Leben
Franz Koehler war der Sohn des Verlegers Karl Franz Gottfried Koehler und dessen Frau Henriette Justine Pfitzer aus Gräfenhainichen. Er besuchte die Herrnhuter Erziehungsanstalt in Ebersdorf in Thüringen und einige Klassen des Nikolaigymnasiums in Leipzig. 1819 ging er beim Buchhändler Carl Christian Horvath in Potsdam in die Lehre, wechselte jedoch schon 1820 in das Geschäft von Georg Wilhelm Friedrich Heyer in Gießen. Nach der Lehre ging Koehler 1824 als Buchhandelsgehilfe nach Wien in die Firma von J. G. Heubner, ab Juni 1825 war er in Berlin im Verlag von Friedrich Laue tätig. Im Sommer 1827 ging Koehler dann wieder in das Geschäft des Vaters nach Leipzig zurück, bevor er 1828 zum Verlag von Heinrich Remigius Sauerländer nach Aarau wechselte. 1829 nahm er dann die Stelle des Geschäftsführers im Verlag Th. Th. Groos in Karlsruhe an. 
Im Mai 1830 übernahm Koehler dann das Geschäft seines Vaters in Leipzig, den späteren Verlag Koehler & Amelang. Bis 1845 baute er den Katalog des Verlags auf 171 Titel aus. 1846 zog der Verlag in ein neu erbautes Geschäftshaus in der Poststraße. 
1837 heiratete Franz Koehler Julie Liebing aus Kahla a. S. Zwischen 1838 und 1850 wurden sieben Kinder geboren. 1850 starb seine Ehefrau. Seine Schwester Justine führte nun den Haushalt von Franz Koehler. 1867 trat der älteste Sohn Franz in das Geschäft des Vaters ein.
Von 1836 bis 1839 war Koehler Sekretär des Börsenvereins für den deutschen Buchhandel, außerdem war er im Verein der Leipziger Buchhändler aktiv. Ebenfalls 1836 wurde er auch zum Stadtverordneten von Leipzig gewählt.

## Ehrungen
- Albrechts-Orden